# Christina Englén
Julia Christina Englén, född 20 februari 1988 i Nosaby församling i Kristianstads län, är en svensk politiker (folkpartist) från Växjö.

## Biografi
År 2010 valdes hon till ordförande för Liberala studenter, Folkpartiet liberalernas studentnätverk. Christina Englén avgick från posten 2011 för att studera i USA.